# Bergnunatakker Ost
Die Bergnunatakker Ost sind zwei Nunatakker an der Oates-Küste Ostantarktikas. Sie ragen 5 Kilometer südsüdöstlich der Berg Mountains aus dem Eis.
Wie diese sind sie nach dem sowjetischen Geographen Lew Semjonowitsch Berg (1876–1950) benannt. Der Deutsche Landesausschuss für das Scientific Committee on Antarctic Research (SCAR) und für das International Arctic Science Committee (ISAC) nahm den Namensvorschlag der Bundesanstalt für Geowissenschaften und Rohstoffe (BGR) am 17./18. Juni 1999 an.